# Gliocladium roseum
Gliocladium roseum é uma espécie de fungo, que pode produzir hidrogênio e carbono. Foi descoberto na Patagônia e descrito na revista científica Microbiology.